# Filtro lineal
Un filtro lineal es aquel filtro electrónico que aplica un operador lineal a una señal variable en el tiempo. Son usados ampliamente en procesamiento de señales. Una de sus aplicaciones más frecuentes es la eliminación de frecuencias no deseadas de una determinada señal de entrada o, al contrario, discriminar una determinada frecuencia de las demás.
La teoría matemática empleada para el diseño de filtros es independiente de la naturaleza eléctrica, electrónica o mecánica del filtro, así como del rango de frecuencias en el que se vaya a trabajar. Sin embargo, la implementación, así como las tecnologías necesarias para su fabricación varían.

## Clasificación por función de transferencia

### Respuesta en amplitud
Los filtros lineales pueden dividirse en dos clases: filtros de respuesta infinita (IIR, del inglés infinite impulse response) y filtros de respuesta finita (FIR, del inglés finite impulse response):
- Los filtros FIR (que solo puede ser implementados en tiempo discreto) pueden ser descritos como una suma ponderada de entradas con un determinado retardo. Para estos filtros, si la entrada en un determinado instante es cero, la salida será cero a partir de un instante posterior a los retardos inducidos por el filtro. De este modo, solo existirá respuesta por un tiempo finito.

- Los filtros IIR, por el contrario, pueden presentar salida aun cuando la entrada sea cero, si las condiciones iniciales son distintas de cero. La energía del filtro decaerá con el tiempo, pero no llegará a ser nula. Por tanto, la respuesta al impulso se extiende infinitamente.

Hasta la década de 1970, solo era posible construir filtros IIR. Generalmente, la distinción entre filtros FIR e IIR, se aplica únicamente en el dominio del tiempo discreto.

### Respuesta en frecuencia

Respuesta en frecuencia de diferentes tipos de filtros IIR: Butterworth, Chebyshev y elíptico. Todos ellos son filtros de paso bajo de orden cinco.

Hay varios tipos de filtros lineales en lo que respecta a su respuesta en frecuencia:
- Filtro paso bajo: permite el paso de frecuencias bajas.[3]
- Filtro paso alto: permite el paso de frecuencias alto.[4]
- Filtro paso banda: permite el paso de un rango intermedio de frecuencias.[5]
- Filtro banda eliminada: bloquea el paso de un rango intermedio de frecuencias.
- Filtro paso todo: permite el paso de todas las frecuencias, pudiendo modificar su fase.